# Suore serve dello Spirito Santo dell'adorazione perpetua

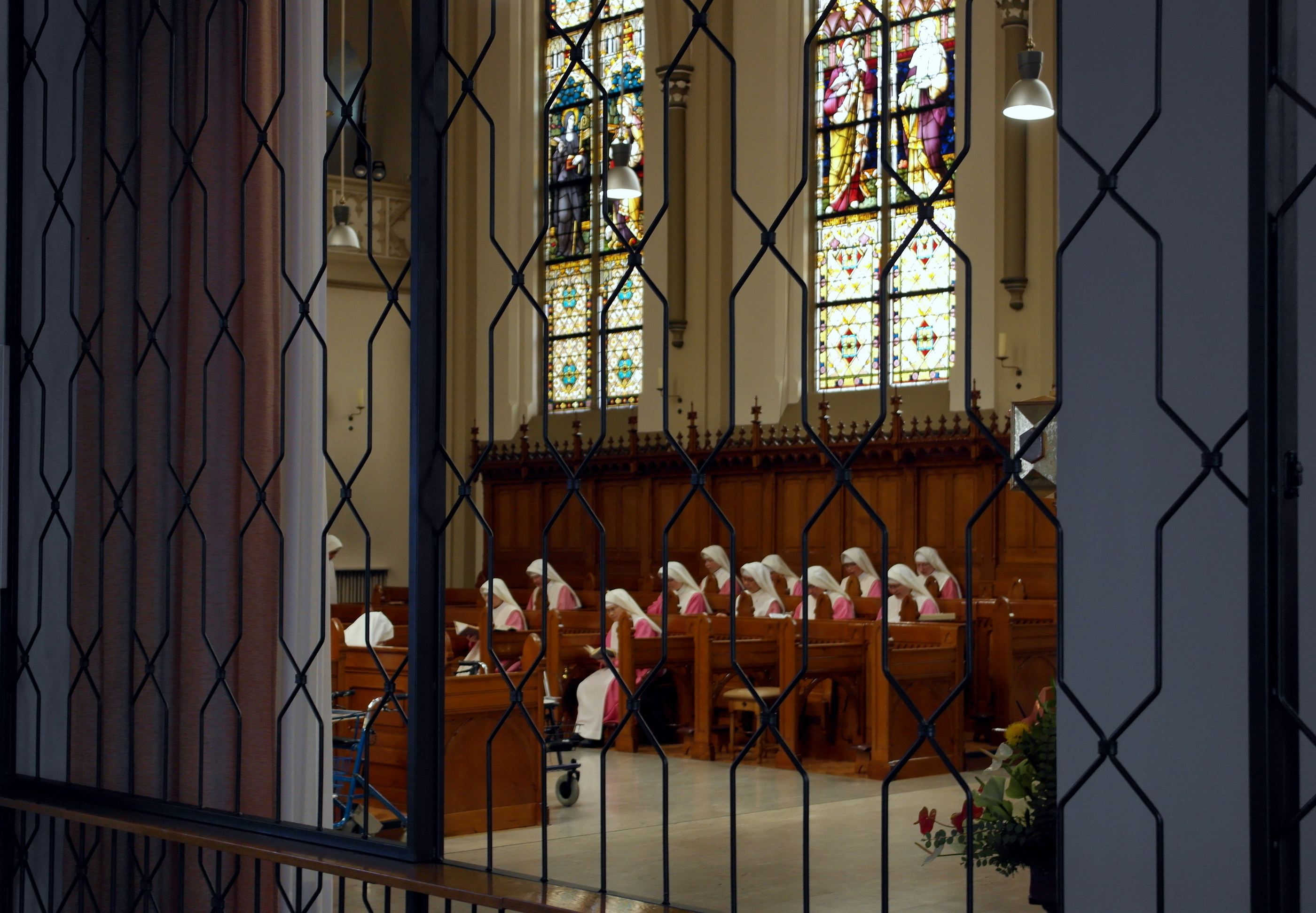
Le "suore rosa" di Steyl

Le Suore Serve dello Spirito Santo dell'Adorazione Perpetua (in latino Congregatio Servarum Spiritus Sancti de Adoratione Perpetua, in tedesco Dienerinnen des Heiligen Geistes von der Ewigen Anbetung) sono un istituto religioso femminile di diritto pontificio: i membri di questa congregazione pospongono al loro nome la sigla S.Sp.S.A.P.

## Storia
La congregazione venne fondata da Arnold Janssen (1837-1909) nel villaggio di Steyl (Paesi Bassi). Dopo aver dato inizio alla Società del Verbo Divino e alle Missionarie Serve dello Spirito Santo, istituzioni dedite essenzialmente all'apostolato attivo, ebbe l'idea di istituire una comunità di religiose di clausura che supportasse con la preghiera e la penitenza l'azione missionaria dei padri e delle suore: l'8 dicembre 1896 scelse sei Missionarie Serve dello Spirito Santo e ne affidò la guida a Adolfine Tönnies (1862-1934), in religione madre Maria Michela, che le iniziò alla vita contemplativa.
La spiritualità delle religiose fu incentrata fin dall'inizio sul culto eucaristico (iniziarono la pratica dell'adorazione perpetua del Santissimo Sacramento esposto); l'abito delle suore claustrali (tuttora in uso) consisteva in una tunica rosa con cingolo, scapolare e velo bianchi.
Laurentius Schrijnen, vescovo di Roermond, con atto del 7 luglio 1917 rese autonomo il ramo contemplativo dalla congregazione di origine, dando inizio a un nuovo istituto canonicamente autonomo: le Serve dello Spirito Santo dell'Adorazione Perpetua ricevettero il pontificio decreto di lode il 27 gennaio 1933 e l'approvazione definitiva della Santa Sede il 27 maggio 1950.

## Attività e diffusione
Le Serve dello Spirito Santo dell'Adorazione Perpetua cooperano, attraverso la preghiera contemplativa, all'apostolato missionario delle altre congregazioni fondate da Janssen.
Sono presenti nelle Americhe (Argentina, Brasile, Cile, Stati Uniti d'America), in Europa (Germania, Paesi Bassi, Polonia, Slovacchia), in India, Indonesia e Togo. La sede generalizia, dal 1974, è a Bad Driburg (Renania Settentrionale-Vestfalia).
Al 31 dicembre 2005, la congregazione contava 375 religiose in 21 case.